# Condado de Ohio (Indiana)
El condado de Ohio (en inglés: Ohio County), fundado en 1844, es uno de 92 condados del estado estadounidense de Indiana. En el año 2000, el condado tenía una población de 5623 habitantes y una densidad poblacional de 25 personas por km². La sede del condado es Albion. El condado recibe su nombre en honor a río Ohio.

## Geografía
Según la Oficina del Censo, el condado tiene un área total de 227 km², de la cual 225 km² es tierra y 2 km² (1.56%) es agua.

### Condados adyacentes
- Condado de Dearborn (norte)
- Condado de Boone, Kentucky (noreste)
- Condado de Switzerland (sur)
- Condado de Ripley (sureste)

## Demografía
Según la Oficina del Censo en 2007, los ingresos medios por hogar en el condado eran de $41 348 y los ingresos medios por familia eran $48 801. Los hombres tenían unos ingresos medios de $37 297 frente a los $25 242 para las mujeres. La renta per cápita para el condado era de $19 627. Alrededor del 7.10% de la población estaban por debajo del umbral de pobreza.

## Transporte

### Autopistas principales
- Ruta Estatal de Indiana 56
- Ruta Estatal de Indiana 156
- Ruta Estatal de Indiana 262

## Municipalidades

### Ciudades y pueblos
- Aberdeen
- Bascom Corner
- Bear Branch
- Blue
- Buffalo
- Camp Shor
- Cofield Corner
- Downey Corner
- French
- Hartford
- Milton
- North Landing
- Pate
- Rising Sun

### Municipios
El condado de Ohio está dividido en 11 municipios:
- Cass
- Pike
- Randolph
- Union